# Kolonialdistrikt Thule
Der Kolonialdistrikt Thule war ein Kolonialdistrikt in Grönland. Er bestand von 1937 bis 1963, de facto aber bereits seit 1909.

## Lage
Der Kolonialdistrikt umfasste das Gebiet von der Melville-Bucht im Süden, wo er an den Kolonialdistrikt Upernavik grenzte, bis zum Humboldt Gletsjer im Norden. Südlich des Gletschers befindet sich Inglefield Land. Weiter südlich liegt der Fjord Kangerlussuaq (Inglefield Bredning). Noch weiter südlich ist die Geografie vom Uummannap Kangerlua
(Wolstenholme Fjord) geprägt. Der südlichste Teil des Distrikts besteht aus der Nordküste der Melville-Bucht.

## Geschichte

### Erste Kontakte
Das Gebiet wurde erstmals 1616 vom englischen Seefahrer William Baffin bereist. Er verließ den Distrikt Upernavik etwas nördlich von Kullorsuaq und kreuzte die Melville-Bucht, bevor er am Kap Dudley Digges am Paakitsup Sermersua wieder auf Land traf.
1818 befuhr John Ross erstmals den Küstenstreifen zwischen Kullorsuaq und Kap York und kartografierte das Gebiet. Er benannte auch die Bucht nach dem Admiralitätschef Robert Dundas, 2. Viscount Melville. Sein Neffe James Clark Ross berichtete erstmals von Menschen in dem hocharktischen Gebiet – den Inughuit. Einer Inuitlegende nach hatte eine Frau namens Nauja die Ankunft eines großen Bootes vorausgesehen und als eines Tages tatsächlich ein großes europäisches Schiff am Horizont erschien, hielten die Grönländer die Weißen für Himmelsgeister. Laut Ross’ Berichten hatten die Grönländer große Ehrfurcht vor dem Schiff und flüchteten, sobald man zu nah an sie heranfuhr. Um ihr Vertrauen zu gewinnen, ließ Ross eine Flagge aufstellen, auf der unter Sonne und Mond eine Hand Heidekraut reichte. Dazu stellte er einige Geschenke daneben. Die Grönländer waren immer noch verschreckt und erst ein grönländischer Expeditionsteilnehmer namens Sakæus konnte schließlich alleine das Vertrauen der Inughuit erlangen. Dennoch waren die Bewohner noch jahrzehntelang äußerst reserviert gegenüber den Europäern. Auch wenn sie häufiger die Schiffe betraten, wagten sie es nicht, etwas anzufassen, geschenktes Essen anzunehmen, und sie hielten sich nachts nach Möglichkeit in großem Abstand zu den Schiffen auf.

### Walfangperiode
Im 19. Jahrhundert begannen englische Walfänger in der Melville-Bucht tätig zu werden. Die Schiffe konnten die Gegend nur im Sommer befahren und auch so kam es häufig zu Schiffsunglücken, weil das Packeis die Walfängerschiffe zerdrückte. Allein zwischen 1819 und 1822 wurden 32 Schiffe zerstört. In der zweiten Hälfte des 19. Jahrhunderts waren die Jagdgebiete in der Bucht erschöpft und schottische Walfänger nutzten den Distrikt nur noch als Durchfahrtgebiet zum kanadischen Jones Sound und Lancaster Sound. Zeitweise handelten sie dabei mit den im Distrikt beheimateten Inughuit, sodass sie von ihnen als upernallit bezeichnet wurden, „die den Frühling mitbringen“. Zu Beginn des 20. Jahrhunderts endete der Walfang in den arktischen Gewässern, das letzte Schiff war 1911 aktiv.
1849/50 überwinterte das Schiff North Star in der danach benannten North Star Bugt beim Wohnplatz Uummannaq. Von 1853 bis 1855 hatte Elisha Kent Kane während seiner Expedition Kontakt zu den Inughuit. Von großer Bedeutung war dabei, dass Kane den Westgrönländer Hans Hendrik mit an Bord hatte, der dort blieb und das Vertrauen zwischen Inughuit und Europäern durch seine Vermittlung stark ausbauen konnte.
In den 1860er Jahren erreichte eine Gruppe kanadischer Inuit unter der Führung von Qillarsuaq den Distrikt, der einen bedeutenden Fortschritt in der Lebensweise, wenn nicht sogar das Überleben der ansässigen Bevölkerung, darstellte und die Einwohnerzahl stark steigen ließ.
Nachdem viele Europäer und Amerikaner bereits mit den Inughuit gehandelt hatten, was aber kaum Einfluss auf deren Lebensweise hatte, sorgte Robert Edwin Peary in den 1890er Jahren für eine Art Revolution, indem er der Bevölkerung sämtliche primitive Jagdwerkzeuge und Ähnliches abkaufte und sie stattdessen mit Gewehren und weiteren zeitgemäßen Ausrüstungsgegenständen ausstattete, was die Inughuit mit einem Mal zum fortschrittlichsten Inuitvolk machte, die somit sogar die seit 170 Jahren unter dänischer Kolonialisation stehenden Kitaamiut überholten. Damit begaben sich die Inughuit aber auch in westliche Abhängigkeit, weil sie ihre gesamte Lebensweise, die ihnen seit Jahrhunderten ihr Überleben gesichert hatte, aufgaben.
1892 wollte der norwegische Polarforscher Eivind Astrup die Strecke vom Kap York zum Kap Seddon mit dem Hundeschlitten abfahren, um die Karte von Ross zu verbessern, da die Melville-Bucht zu großen Teilen noch immer ununtersucht war, musste aber an der Insel Qapiarfissalik (Thom Ø) nach zwei Dritteln der Strecke aufgeben. Eine Durchquerung des gesamten Küstenstreifens gelang erst Ludvig Mylius-Erichsen während der Literarischen Expedition im Jahr 1903. Erst 1916 wurde das Gebiet während der Zweiten Thule-Expedition erneut Ziel einer wissenschaftlichen Expedition und konnte dabei von Lauge Koch vollständig kartografiert werden.

### Kolonialzeit
1905 begannen Überlegungen zur Errichtung einer Missionsstation, um die heidnischen Inughuit wie den Rest der grönländischen Bevölkerung zum Christentum zu bekehren. Zudem strebte Dänemark die Zivilisierung der Bevölkerung an, die trotz ihrer fortschrittlichen Jagdwerkzeuge im Gegensatz zu Westgrönland noch fast vollständig von ihrer traditionellen Lebensweise geprägt waren. 1909 gründete Knud Rasmussen die Station Thule in Uummannaq, die von Gustav Olsen geleitet wurde. 1910 wurde von Peter Freuchen auch eine Handelsstation aufgebaut. Nach wenigen Jahren waren bereits einige Inughuit getauft und die Kinder konnten lesen und schreiben. 1934 taufte Jens Olsen mit dem 41-jährigen Nukagpiánguaĸ aus Siorapaluk den letzten Heiden Grönlands.
Der Distrikt war lange Niemandsland. Erst 1937 kam er wie der Rest Grönlands unter dänische Herrschaft und es entstand ein Kolonialdistrikt, der aus einer einzigen Gemeinde bestand.
1942 errichteten die Amerikaner die Militärbasis Bluie West Six nahe Thule und es folgten viele weitere militärische Einrichtungen. 1951 wurde die Thule Air Base dort errichtet. 1953 wurde die Bevölkerung aus militärischen Gründen zwangsumgesiedelt, womit die heutige Stadt Qaanaaq entstand. Der Vorfall stellt einen der größten Skandale der grönländischen Geschichte dar.
Erst 1963 wurde der Kolonialdistrikt zur Gemeinde Qaanaaq und damit 13 Jahre nach Westgrönland dekolonialisiert.

## Orte
Der Distrikt wurde von den Inughuit traditionell in vier Wohnplatzgruppen unterteilt, innerhalb derer sie nomadisch umherzogen.
- Die nördlichste Gruppe waren die Avannarliit, die nördlich des Murchison Sund lebten. Dazu gehörten folgende Wohnplätze:
  - Anoritooq
  - Etah (Iita)
- Weiter südlich lebten die Oqqorliit am Ikersuaq (Hvalsund) und am Kangerlussuaq (Inglefield Bredning). Zu den Oqqorliit gehörten folgende Wohnplätze:
  - Illuluarsuit
  - Itilleq
  - Kangerlussuaq
  - Kiataq
  - Narsaq
  - Natsilivik
  - Neqi
  - Nunatarsuaq
  - Pitoraarfik
  - Qaanaaq
  - Qeqertarsuaq
  - Quinisut
  - Serfalik
  - Tikeraasaq
  - Ulussat
- Südlich davon befand sich die Gruppe der Akunnaarmiut, die sich im Bereich des Uummannap Kangerlua (Wolstenholme Fjord) aufhielten. Zu ihnen gehörten folgende Wohnplätze:
  - Appat
  - Iterlassuaq
  - Narsaq
  - Qeqertat
  - Uummannaq
- Die südlichste Wohnplatzgruppe war die der Nigertuut, die östlich vom Kap York am Nordufer der Melville-Bucht lebten. Zu ihnen gehörten die folgenden Wohnplätze:
  - Appat
  - Innaanganeq
  - Issuissooq
  - Nallortoq
  - Qeqertaq
  - Savissivik
  - Sukkat
- Die noch weiter nördlich gelegenen Gebiete waren historisch bewohnt, allerdings maximal bis ins 19. Jahrhundert. Zu den dortigen Wohnplätzen gehörten diese:
  - Aannartoq
  - Inuarfissuaq
  - Qaqqaatsut